# Lijst van burgemeesters van Varsseveld
Dit is een lijst van burgemeesters van de Nederlandse gemeente Varsseveld die heeft bestaan van 1812 t/m 31 december 1817.

## Lijst
| Ambtsperiode | Naam burgemeester | Partij of stroming | Bijzonderheden |
| ------------ | ----------------- | ------------------ | -------------- |
| 1812-1814    | Abraham Hesselink |                    |                |
| 1814-1815    | Jan Becking       |                    |                |
| 1816-1817    | Abraham Hesselink |                    |                |

## Burgemeesters

### Abraham Hesselink, maire (1812-1814)

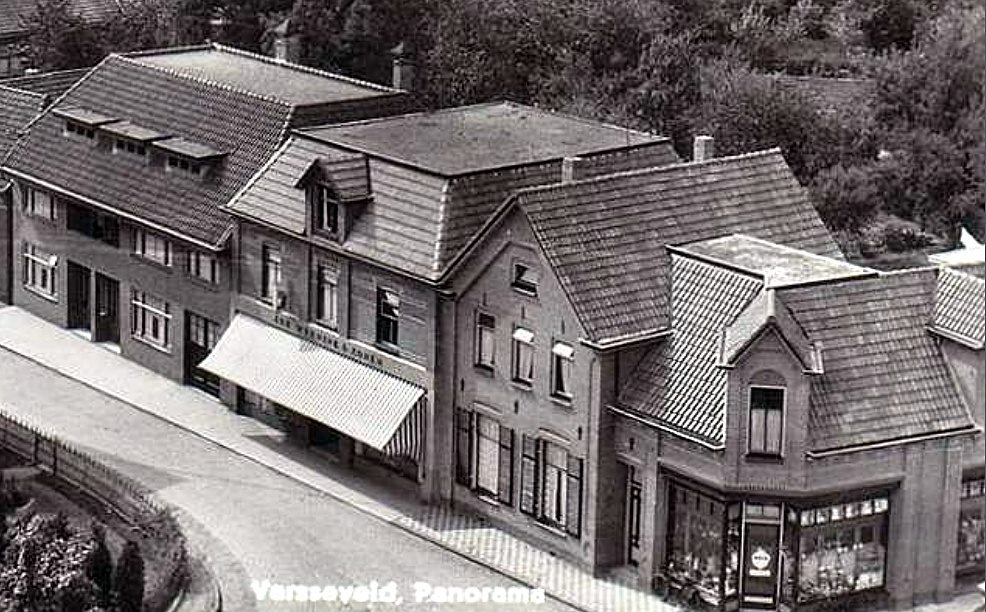
Abraham Hesselink woonde in het huis met de markiezen aan de Spoorstraat.

Abraham Hesselink (Wisch, 31 mei 1780, (doop Zelhem 4 juni 1780) - Varsseveld, 10 januari 1856). Zijn familie behoorde, met verwante families als Becking en Arents(z)en, tot het regionale patriciaat. Hij was winkelier en kerkeraadslid. In 1812, op 32-jarige leeftijd, werd hij maire van Varsseveld. Hij trouwde op 9 november 1815 te Varsseveld met Jacoba Geertruid Becking (1788-1865). Het echtpaar kreeg zes kinderen. In 1811 was de conscriptie door Napoleon ingevoerd ter versterking van zijn legers, o.a. voor de veldtocht naar Rusland. In die tijd was burgemeester meestal een bijbaan. Waarschijnlijk was zijn woonhuis tevens het eerste gemeentehuis en werden de raadsvergaderingen gehouden in een van de nabijgelegen cafézaaltjes.

### Jan Becking, burgemeester (1814-1815)

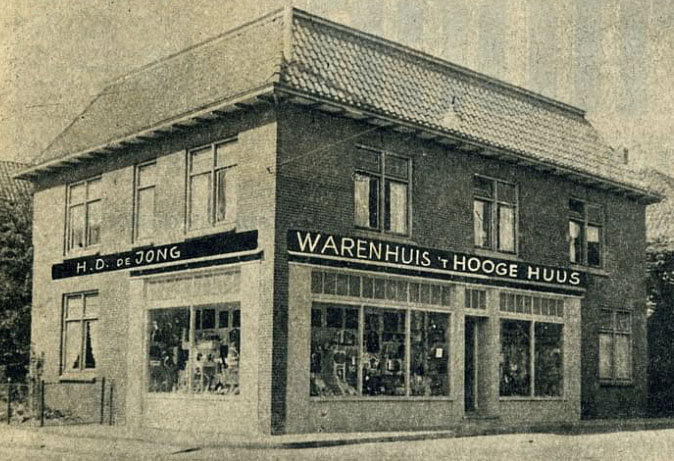
Jan Becking woonde in het "Hooge Huus" aan het Kerkplein.

Jan Becking  (Varsseveld Wisch, 7 juli 1777, (doop Varsseveld 13 juli 1777) - Varsseveld, 10 januari 1856) Becking was koopman en trouwde op 6 maart 1802 met Hendrica Johanna Aleida Colenbrander (1776-1853), winkelierster. Het echtpaar kreeg zes kinderen. Becking werd in 1814, op 37-jarige leeftijd, benoemd tot burgemeester van Varsseveld. Becking woonde en werkte in het "Hooge Huus" aan het Kerkplein.

### Abraham Hesselink, burgemeester (1816-1817)
In 1816 werd bovengenoemde Abraham Hesselink opnieuw benoemd tot burgemeester van Varsseveld.